# 만다라

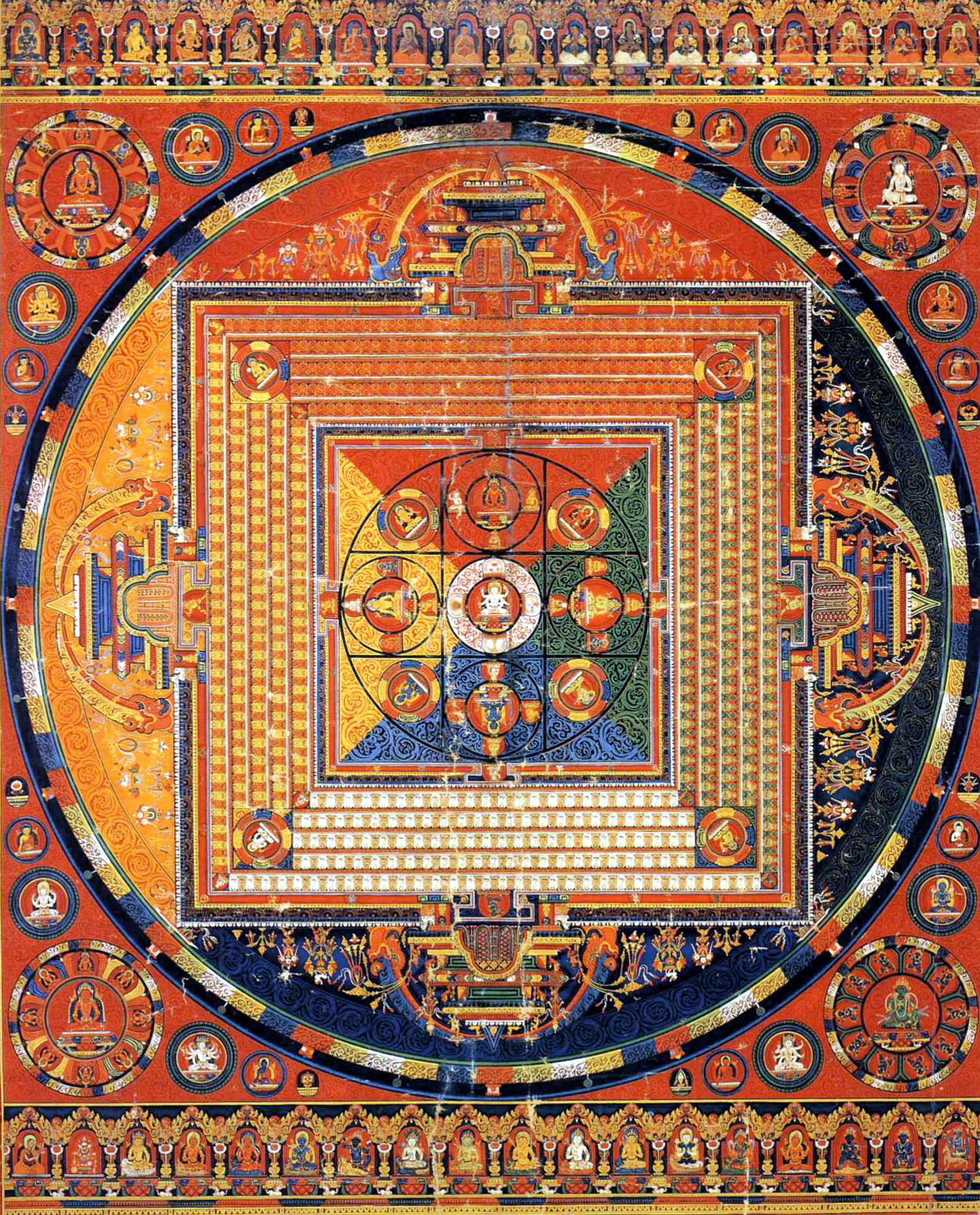
금강계 만다라(Vajradhatu Mandala)가 그려져 있는 티베트 불교의 탕카

힌두교의 스리 얀트라(Sri Yantra)

만다라(산스크리트어: मण्डल 만달라, 曼茶羅, 曼陀羅, 영어: Mandala)는 다양한 개체를 지칭하는 용어이다. "만다라"라는 낱말 자체는 "원(圓 · circle)"을 뜻하는 산스크리트어 만달라(मण्डल Maṇḍala)를 음을 따라 번역한 것이다.
만다라는 원래는 힌두교에서 생겨난 것이지만 불교에서도 사용된다. 주로, 힌두교의 밀교(탄트리즘 · Tantrism)와 불교의 밀교(금강승 · Vajrayana)의 종교적 수행 시에 수행을 보조하는 용도로 사용하는, 정해진 양식 또는 규범에 따라 그려진 도형을 가리킨다. 힌두교의 얀트라(यन्त्र · Yantra)도 이러한 도형에 해당하는데 만다라의 일종이라 생각할 수 있다. 보통 "얀트라"라는 낱말은 만다라와는 구분하여 힌두교의 문맥에서만 사용되는데, 반면 "만다라"라는 낱말은 힌두교와 불교 모두에서 사용된다. 힌두교와 불교의 전통에서, 만다라의 기본 형태는 사각형의 중심에 원이 있으며 사각형의 각 변의 중앙에 한 개의 문이 있는 형태로, 이 때 각 문은 주로 영어의 티(T)자 모양을 한다. (오른쪽에 있는 불교의 금강계 만다라와 힌두교의 스리 얀트라 그림을 참조하시오.)
한문으로 번역된 불교의 밀교 경전에서, 당나라의 현장(玄奘: 602~664) 이전의 번역인 구역(舊譯)에서는 만다라(曼茶羅)를 단(壇)이라고 한역(漢譯)하였다. 반면 당나라 현장 이후의 번역인 신역(新譯)에서는 취집(聚集)이라고 한역하였다. 한편, 만다라를 윤원구족(輪圓具足)이라 번역하기도 한다.
한편, 불교에서, 만다라 꽃은 연화(蓮花: 연꽃)를 가리키며 불상(佛像) 앞에 놓인 제단을 만다라라고도 한다. 금강승(바즈라야나) 계열의 티베트 불교에서는 모래그림(sandpainting)을 사용하여 만다라를 제작하는 방법도 개발하였다. 이들을 모래 만다라(Sand-mandala)라고 한다.

## 불교의 만다라
불교의 밀교에서는 다라니(陀羅尼)를 암송하는 것을 통해 마음을 통일시키는 수행과 여러 부처와 보살에 대한 공양(참고: 염불)이 강조되었는데, 사각형 또는 원형의 흙으로 만든 단(壇)을 만들어 여기에 불상과 보살상을 둔 후 수행 의식을 행하고 공양을 올렸다. 이 단(壇)을 만다라라고 하였는데, 또한 여러 부처와 보살이 충만되어 있는 곳이라는 의미에서 취집(聚集)이라고도 하였다.
산스크리트어 "만달라(मण्डल Maṇḍala)"는 원래는 본질을 뜻하는 만달(Maṇḍal)과 소유를 뜻하는 라(la)가 결합되어 이루어진 낱말로, "본질의 것", "본질을 소유한 것", 또는 "본질을 담고 있는 것"이라는 의미를 가지고 있다. 이런 의미에서는, 불교의 본질은 보리(菩提), 즉 깨달음이기 때문에 만다라는 부처의 깨달음의 경지(境地)를 상징화하여 신성(神聖)한 단(壇)이라는 물리적 · 입체적 형태로 표현한 것이라 할 수 있다. 중국 · 티베트 등의 불교 중 밀교에서는 대일여래(大日如來)를 중심으로 하여 여러 부처와 보살을 배치한 그림을 가리켜 만다라고도 한다. 이러한 그림으로서의 만다라도, 다만 도형화하여 평면적으로 표현되었다는 점을 제외하고는, 부처의 깨달음의 경지를 상징화하여 표현했다는 점에서는 입체적인 단(壇)과 본질적인 의미가 동일하다. 이런 면에서, 만다라는 수행자가 명상을 통하여 우주의 에센스("불성")와 합일하고자 할 때 사용하는 깨달음의 안내도라는 의미가 있다.
불교의 밀교에서는 깨달음의 경지를 도형화한 만다라를 윤원구족(輪圓具足)이라고 번역하기도 한다. 윤원구족은 낱낱의 살(輻)이 바퀴축(轂)에 모여 둥근 수레바퀴(圓輪)를 이루듯이, 모든 법을 원만히 다 갖추어 모자람이 없다는 것을 뜻한다.

### 태장계 만다라

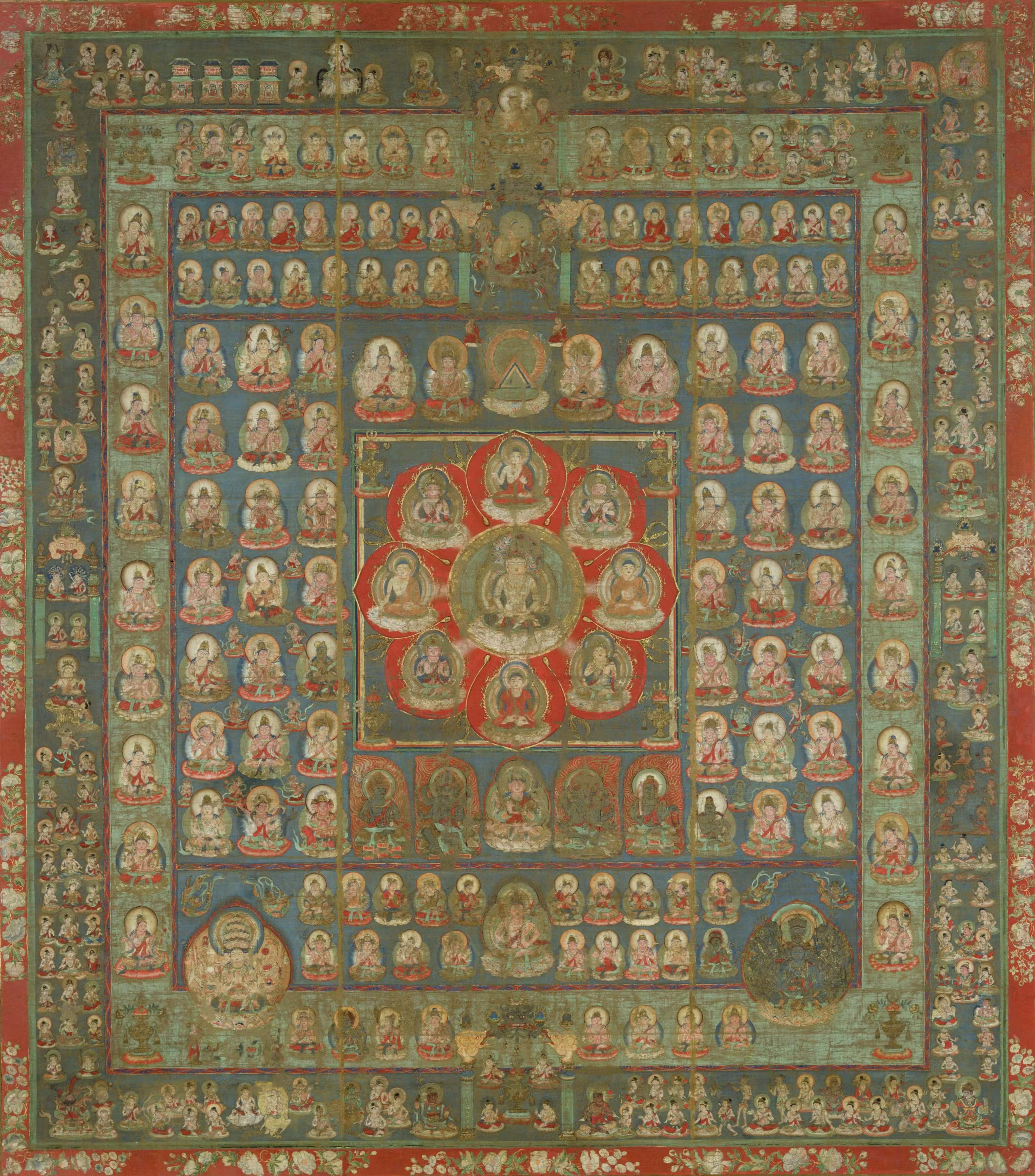
태장계 만다라: 가운데에 여덟 개의 연꽃 잎이 있는 원이 있는데 이 원의 중심부에 대일여래가 있으며 각 연꽃 잎에도 한 명의 부처 또는 보살이 있다

《대일경(大日經)》은 7세기 후반에 인도 중부에서 성립되었는데, 여러 부처와 보살을 대일여래를 중심으로 집대성하여 만다라로 표현하고 있으며 이 만다라를 태장계 만다라(胎藏界曼茶羅 · Garbhadhatu mandala)라고 하였다. 태장계 만다라를 사용하는 태장계 밀교는 이론적으로 《화엄경(華嚴經)》에 나타난 사사무애법계(事事無礙法界)의 교의를 받아들여 현실의 사상(事象)에서 곧바로 우주의 진실상(眞實相)을 직관(直觀)할 것을 주장한다.

### 금강계 만다라
《대일경(大日經)》이 성립된 때로부터 얼마 후에 인도 남부에서 성립되었다고 하는 《금강정경(金剛頂經)》은 유가행파의 교의에 의거하여 만들어진 금강계 만다라(金剛界曼茶羅 · Vajradhatu Mandala)에 대한 내용을 담고 있다. 금강계 만다라를 사용하는 밀교를 금강계 밀교라고도 한다.

## 갤러리

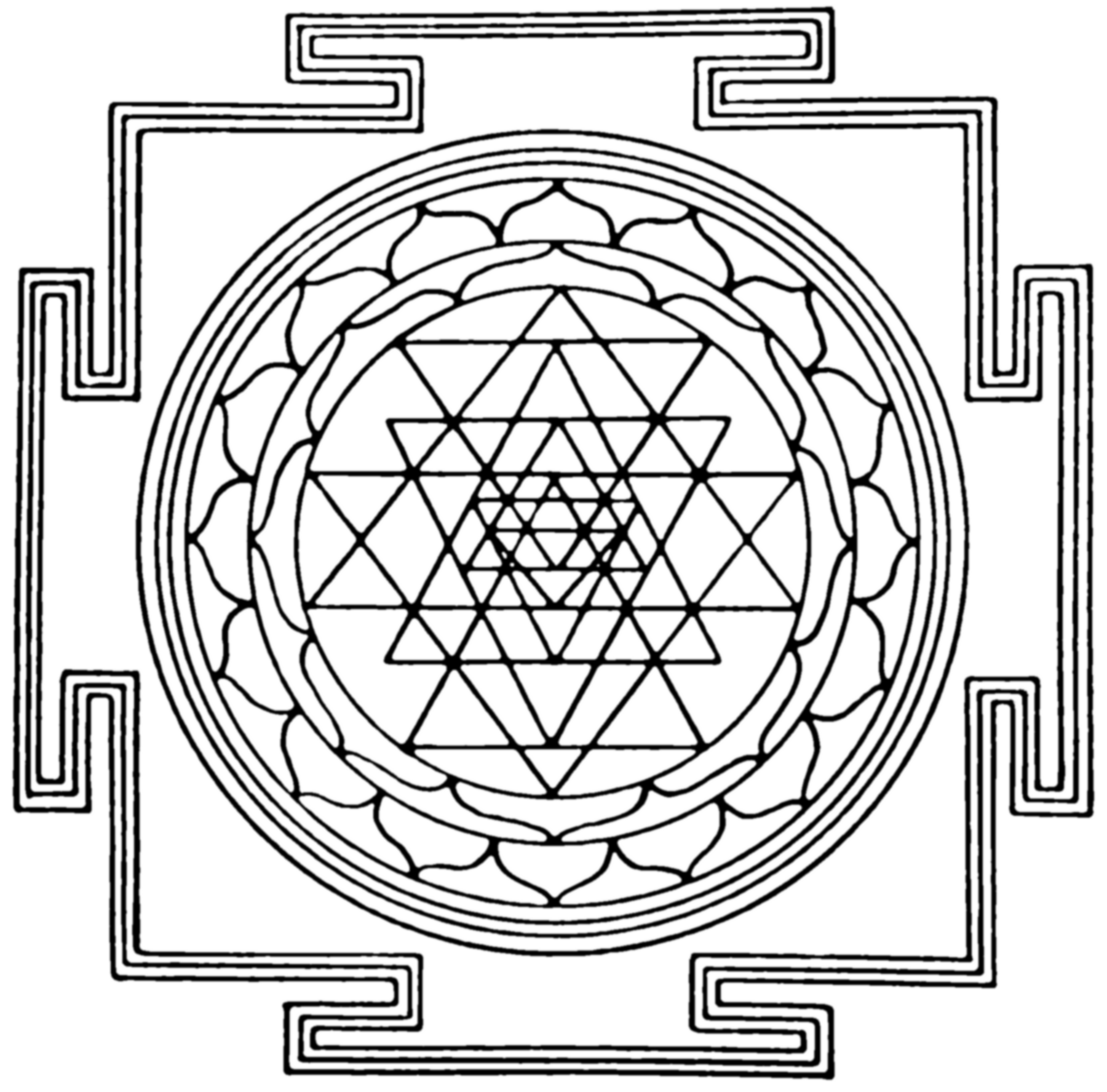
스리 얀트라(Sri Yantra)
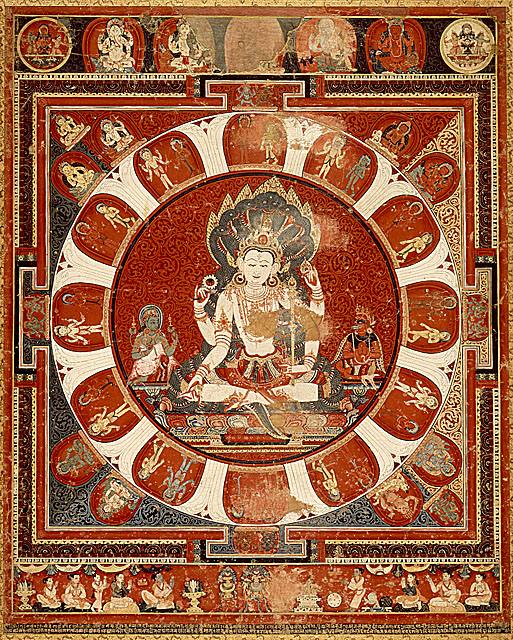
비슈누 만다라
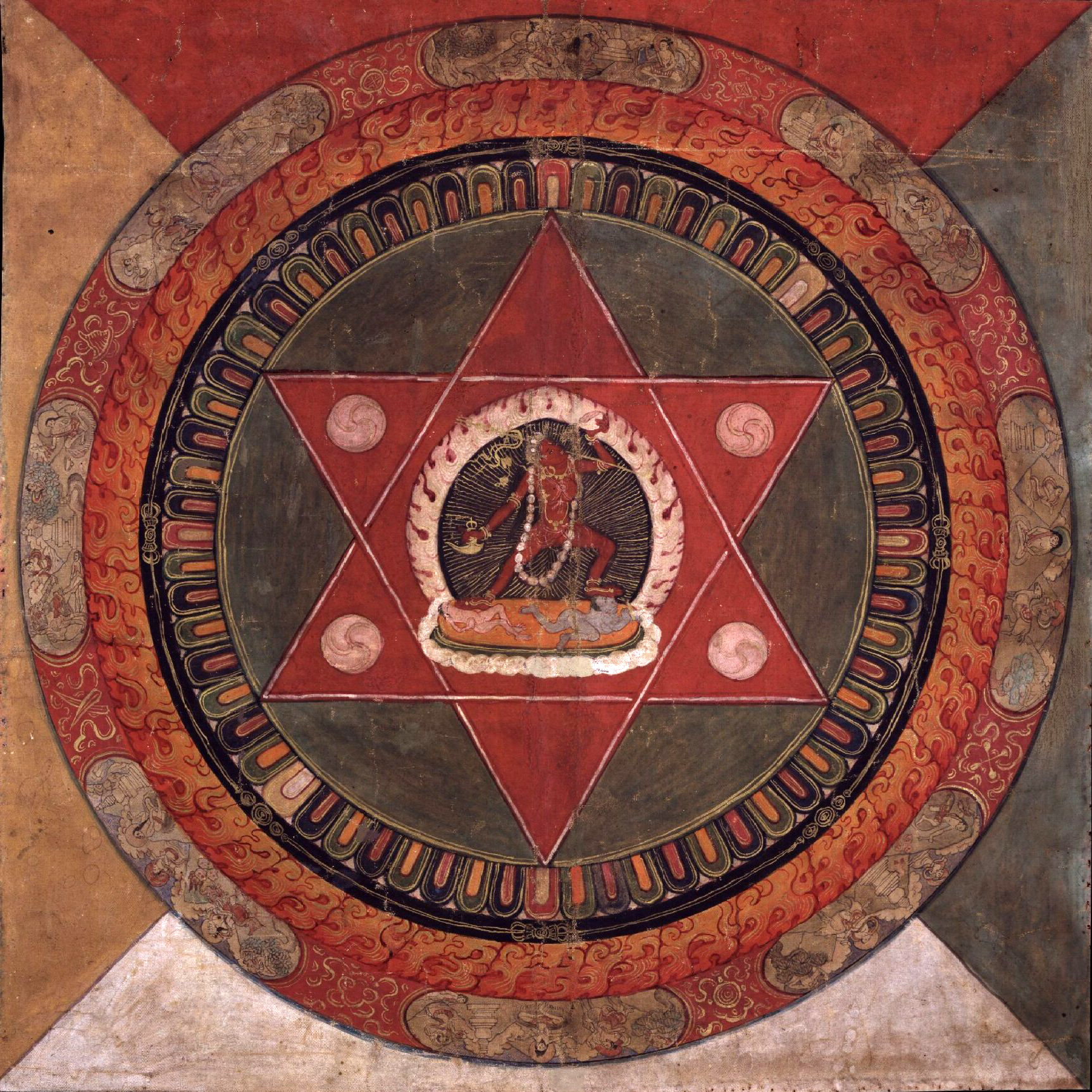
나로빠(Naropa) 전통의 만다라, 19세기
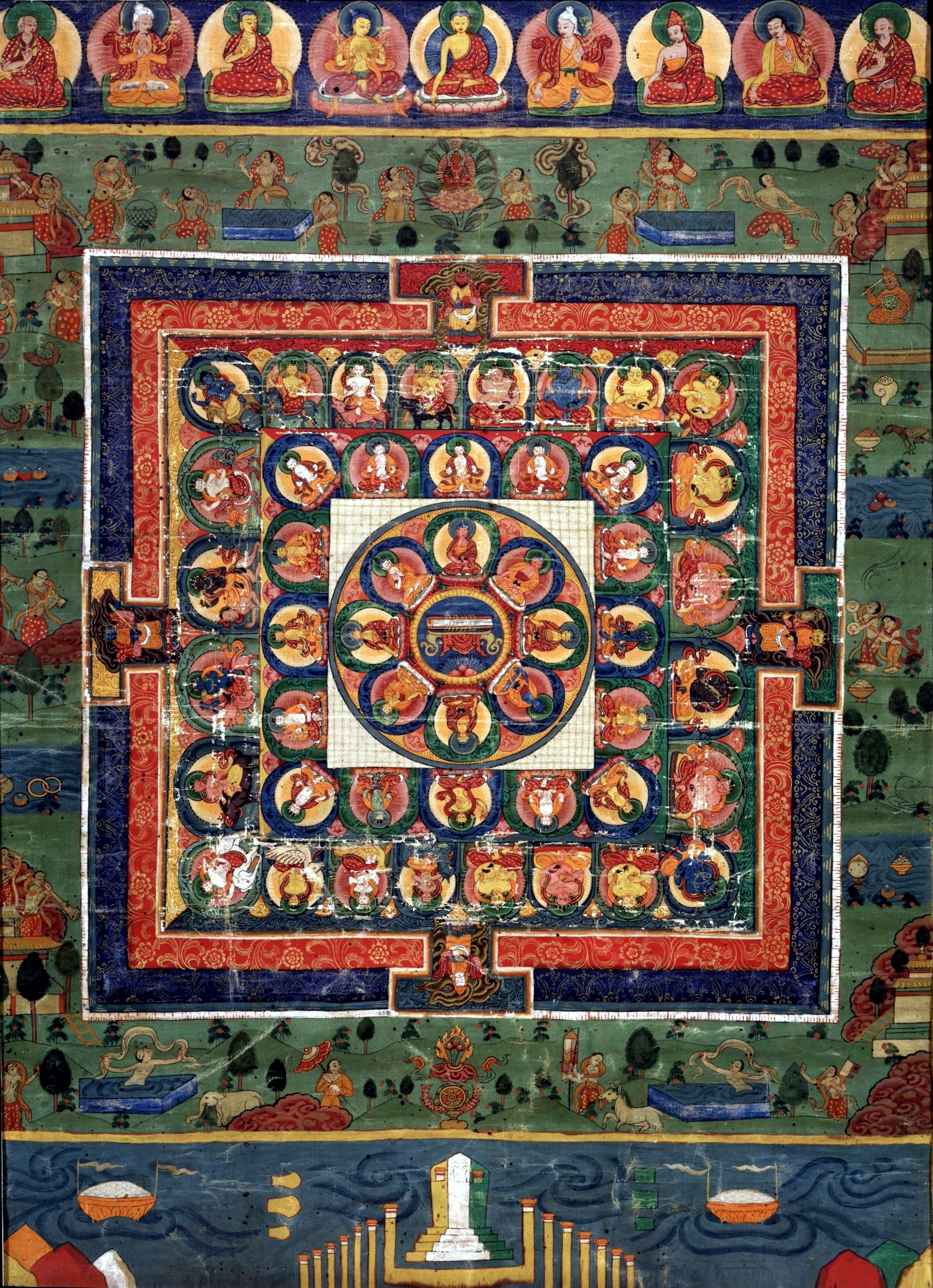
부탄의 약사여래 만다라, 19세기
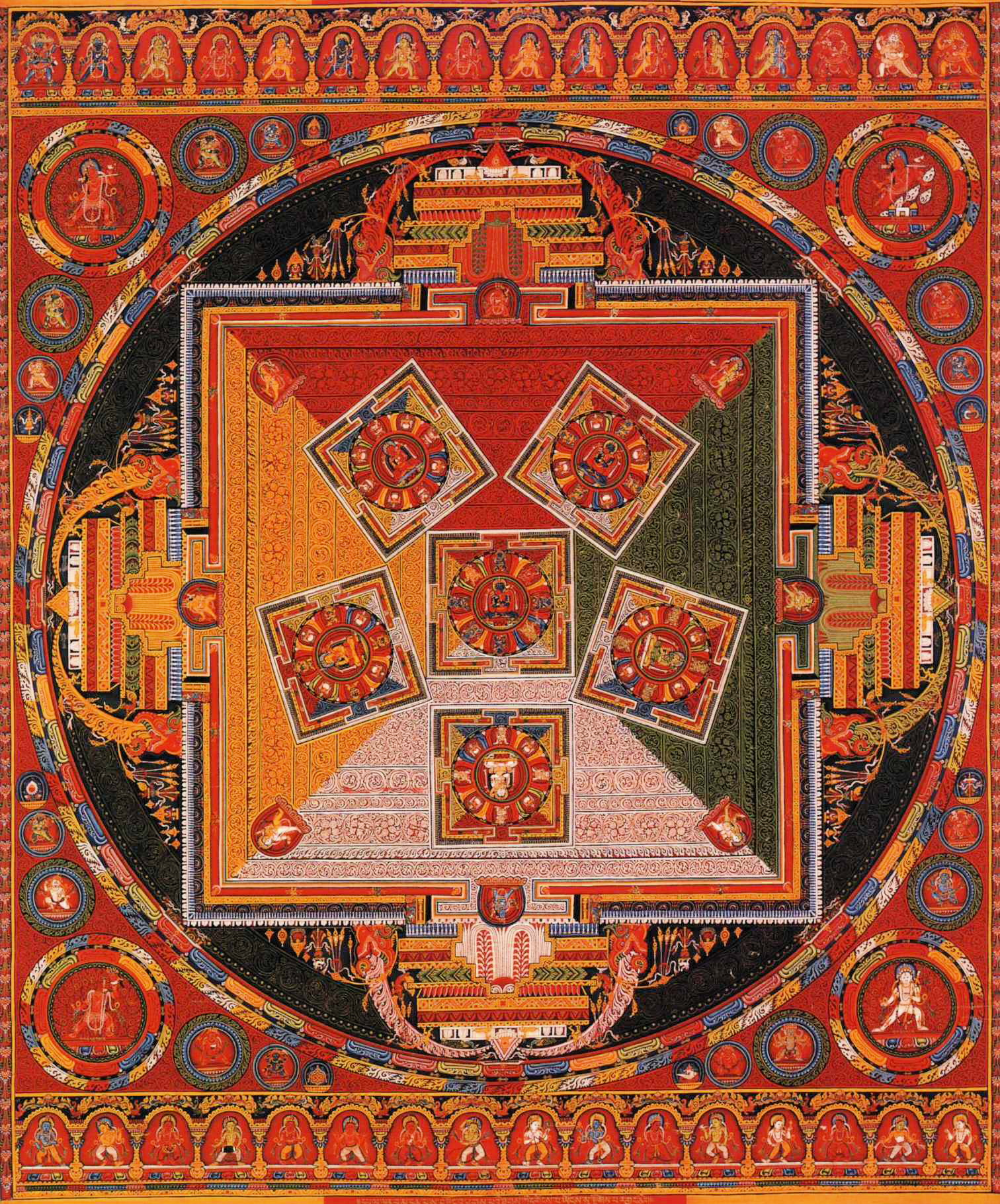
여섯 전륜성왕(Chakravartin)의 만다라
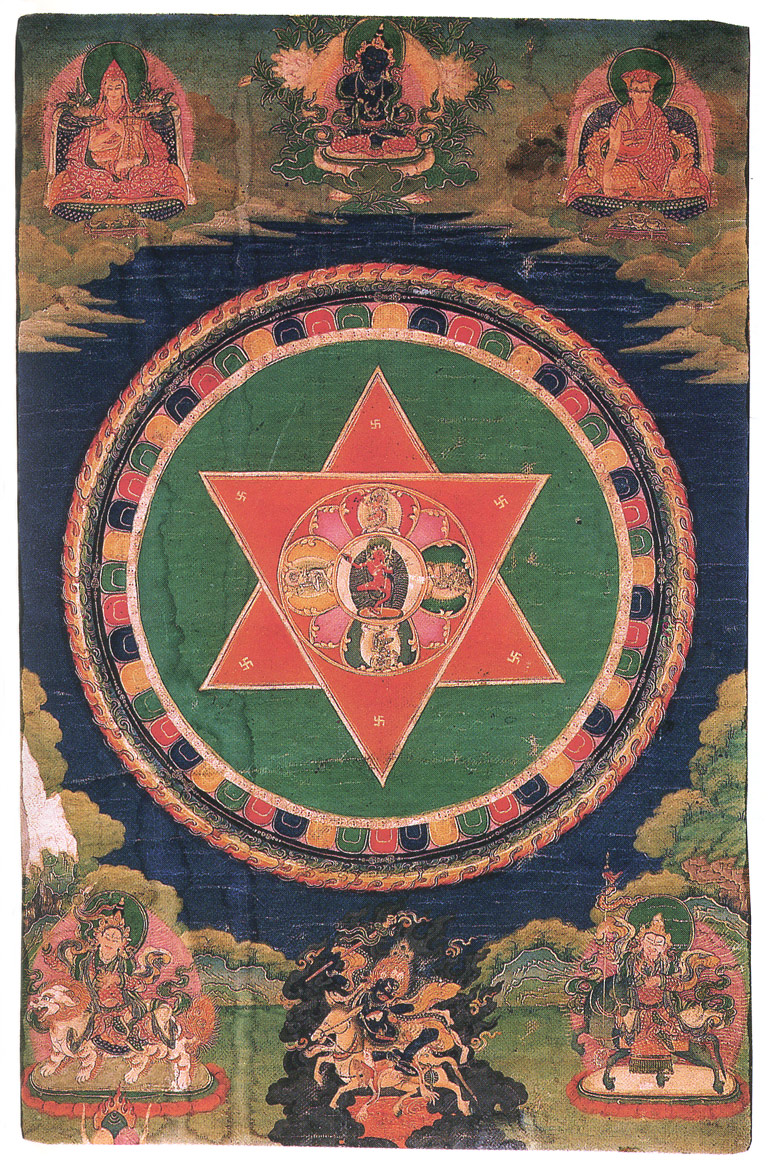
금강해모(金剛亥母 · Vajravarahi) 만다라
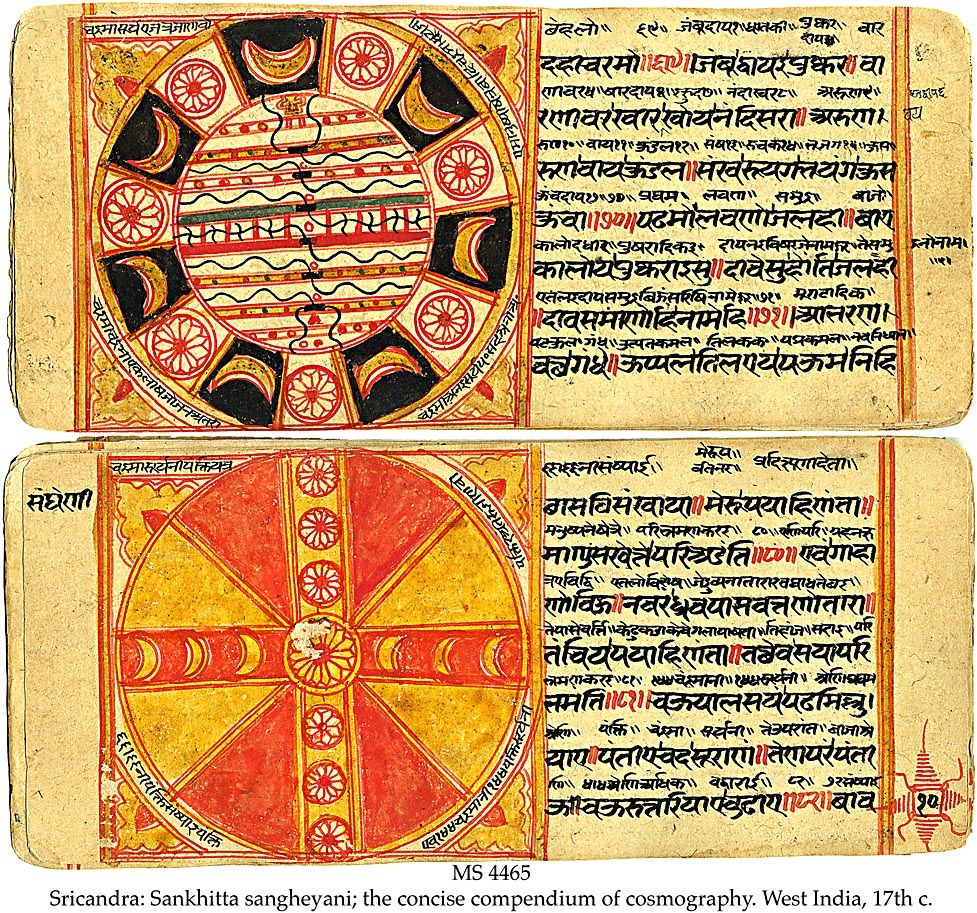
자이나교의 우주론을 보여주는 그림과 문헌
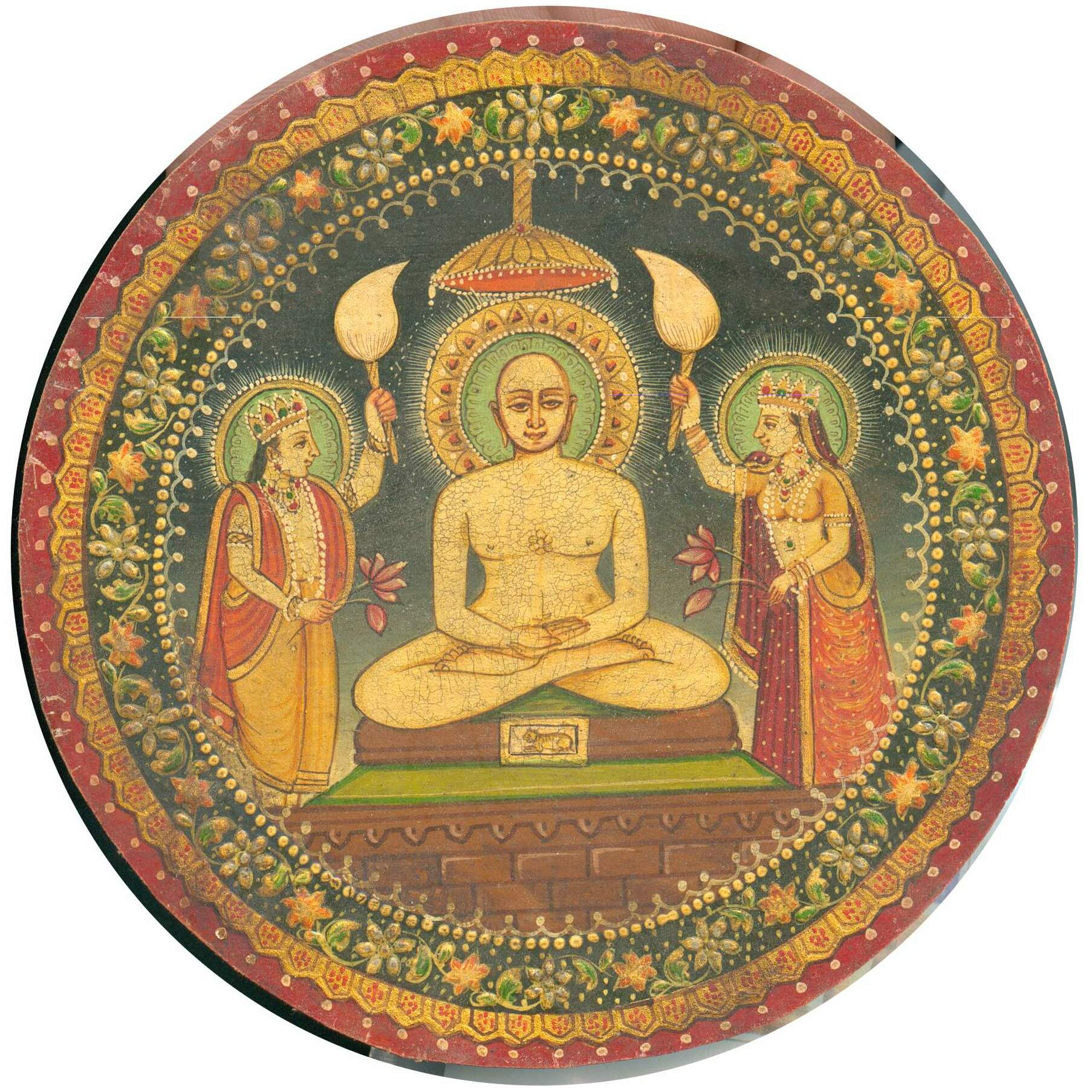
마하비라
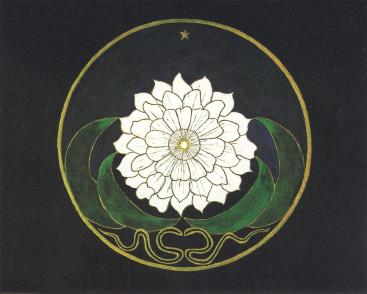
칼 융의 환자가 그린 만다라

## 참고 문헌
- 이 문서에는 다음커뮤니케이션(현 카카오)에서 GFDL 또는 CC-SA 라이선스로 배포한 글로벌 세계대백과사전의 내용을 기초로 작성된 글이 포함되어 있습니다.